# تنصيبية
الأعمال المركبة أو الإنشاءات أو التنصيبية (بالإنجليزية: Installation art)‏ هو أحد تيّارات الفن المعاصر، يقوم فيه الفنان -أو مجموعة فنانين- بتنظيم مكان أو غرفة، سواء برسمها أو تزيينها أو إضافة مواد جاهزة بوضعها أو بتعليقها في الفراغ، ويستطيع المشاهد الدخول للمكان والتجول فيه كما لو كان جزءاً منه، وقد تتحرّك الأشياء الموجودة بالآلات أو بطرق أخرى، كما وقد نسمع موسيقى تساعد على التعبير عن الموضوع، ليكون هذا التيّار الفني مظهراً من مظاهر جمع لعدد من الفنون السبعة أو على الأقل الفنون التشكيلية منها.
ويقول الناقد طارق الشريف "نستطيع تقديم الأمثلة الكثيرة اللامتناهية، التي قدمها الفنانون المعاصرون واستفادوا من التراث التشكيلي القديم وقدموا رؤية متجددة، وذلك عن طريق دمج الفنون مع بعضها والعودة إلى الأصول التي يدخل فيها المكان - عمارة - أو جزءاً من المكان، والموضوع الإنساني والفنان يبدل (المكان) بكيفية خاصة ويلائم بينه وبينه، ويعود إلى التراث القديم أو إلى الأشياء القديمة الموجودة، لينظم عملاً مركباً، يحمل هوية هذا الفنان ويعبر عنه ففي (بينالي هافانا) الذي نظم في (كوبا)، قبل عدة سنوات استخدم الفنان غرفة كاملة، وضع فيها المانيكانات المعدنية المقطعة الأوصال، والمحروقة ورشق الدماء في كل مكان، وقدم الأسلاك الشائكة المحروقة، وكذلك الأشياء المختلفة التي رمز فيها، إلى انفجار قنبلة ذرية، وما يحصل من دمار، وتم توظيف الأعمال المركبة لتقديم ما يحل بالعالم من دمار، إذ حين يدخل الإنسان إلى الغرفة يرى الحريق الأسود، يغطي كل شيء، الجدران والأرض والسقف، وأضاف إلى هذا كله، الضوء الأحمر الذي يشعل وينطفئ بشكل آلي، وذلك حتى يزيد من تأثير القنابل المرعب، ثم نعود إلى الظلام، ومع حركة الإضاءة أضاف الموسيقى الحزينة، التي تعطي تأثيراً خاصاً."